# Sverige i olympiska vinterspelen 1980
Sverige i olympiska vinterspelen 1980.

## Svenska medaljörer

### Ishockey
- Pelle Lindbergh, Wille Löfqvist, Sture Andersson, Jan Eriksson, Thomas Eriksson, Tomas Jonsson, Tommy Samuelsson, Mats Waltin, Ulf Weinstock, Bo Berglund, Håkan Eriksson, Leif Holmgren, Bengt Lundholm, Per Lundqvist, Harald Lückner, Lars Molin, Lennart Norberg, Mats Näslund, Dan Söderström, Mats Åhlberg, brons

### Skidor, alpina grenar
- Slalom, herrar
  - Ingemar Stenmark, guld

- Storslalom, herrar
  - Ingemar Stenmark, guld

### Skidor, nordiska grenar
- 15 km, herrar
  - Thomas Wassberg, guld

## OS-uttagna
- Ingemar Stenmark, alpin
- Thomas Wassberg, skidor
- Agneta Lindskog, rodel